# Galvani (Lokomotive)
Die Galvani war die erste Elektrolokomotive der Welt.
Der schottische Chemiker und Erfinder Robert Davidson experimentierte seit 1837 mit selbstkonstruierten Elektromotoren. 1841 begann er mit dem Bau einer für die Verwendung auf normalspurigen Gleisen konstruierten Elektrolokomotive, die er 1842 fertigstellte und der er nach Luigi Galvani den Namen Galvani verlieh.

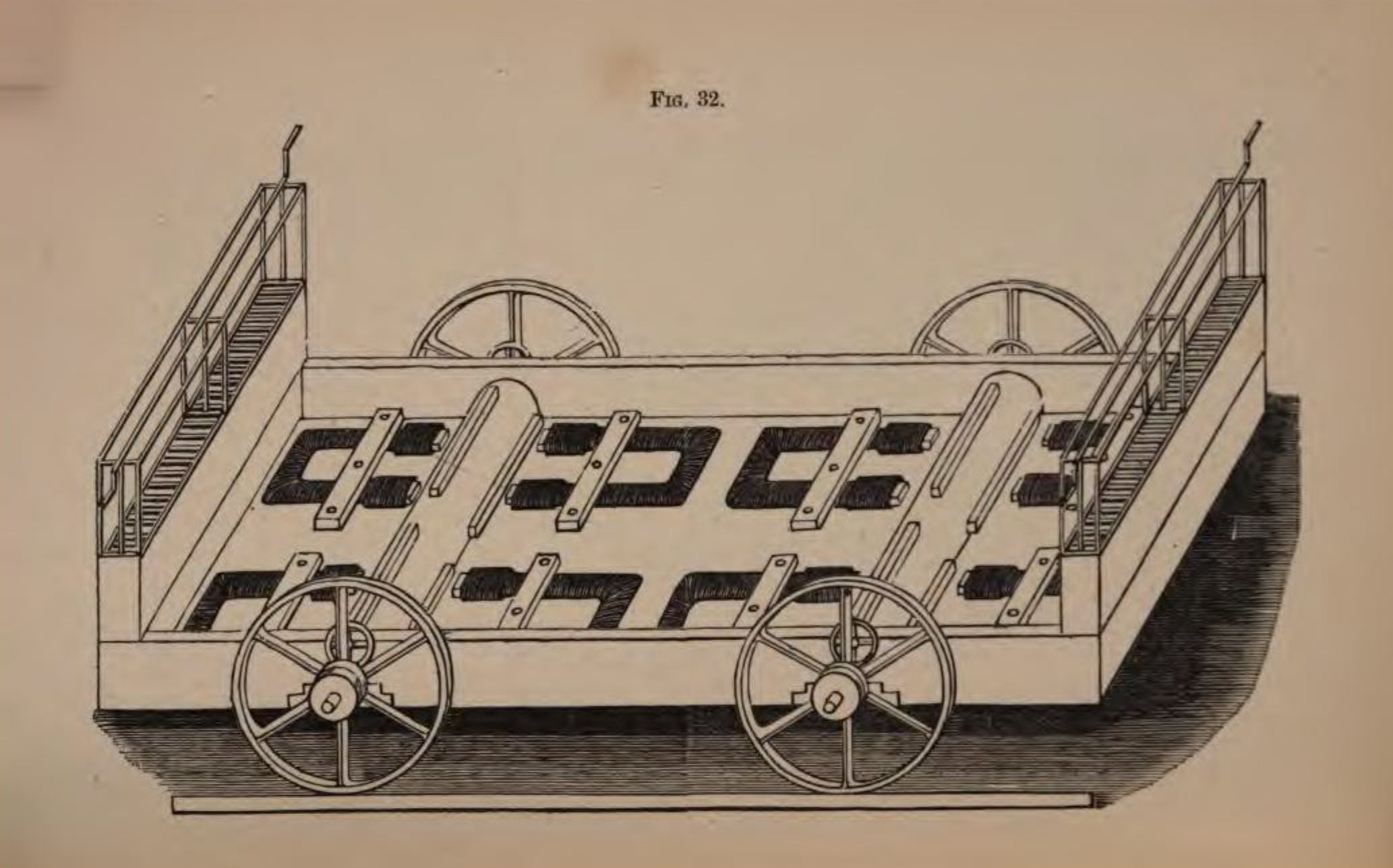
Fahrgestell und Antrieb der Galvani

Die zweiachsige Galvani wurde von großen Blei-Zink-Batterien mit Säureelektrolyt angetrieben. Der Motor bestand aus Elektromagneten zu beiden Seiten jeder der beiden mit Eisenstangen besetzten Achsen. Die Elektromagneten wurden durch einen Schalter deaktiviert, wenn die Eisenstangen gegenphasig waren, woraus sich die kontinuierliche Bewegung ergab. Durch Experimente hatte Davidson ermittelt, dass insgesamt 76 Batteriezellen erforderlich waren, um die Magnete mit Strom zu versorgen.
Am 22. September 1842 führte Davidson mit der Galvani Testfahrten auf der Edinburgh and Glasgow Railway durch. Dabei zeigte sich, dass die Lokomotive in der Lage war, mit einer Geschwindigkeit von 6,4 km/h einen mit Passagieren besetzten zweiachsigen Personenwagen zu ziehen. Jedoch stellte sich auch heraus, dass die Galvani nicht effizient zu betreiben war: Die Batterien waren nicht wiederaufladbar, da hierfür noch kein Verfahren existierte. Somit mussten sie komplett ausgetauscht werden, wenn sie leer waren, und da die Galvani die Batterieladungen sehr rasch aufbrauchte, wurde erkennbar, dass sich ihr Einsatz kostspielig gestalten würde.

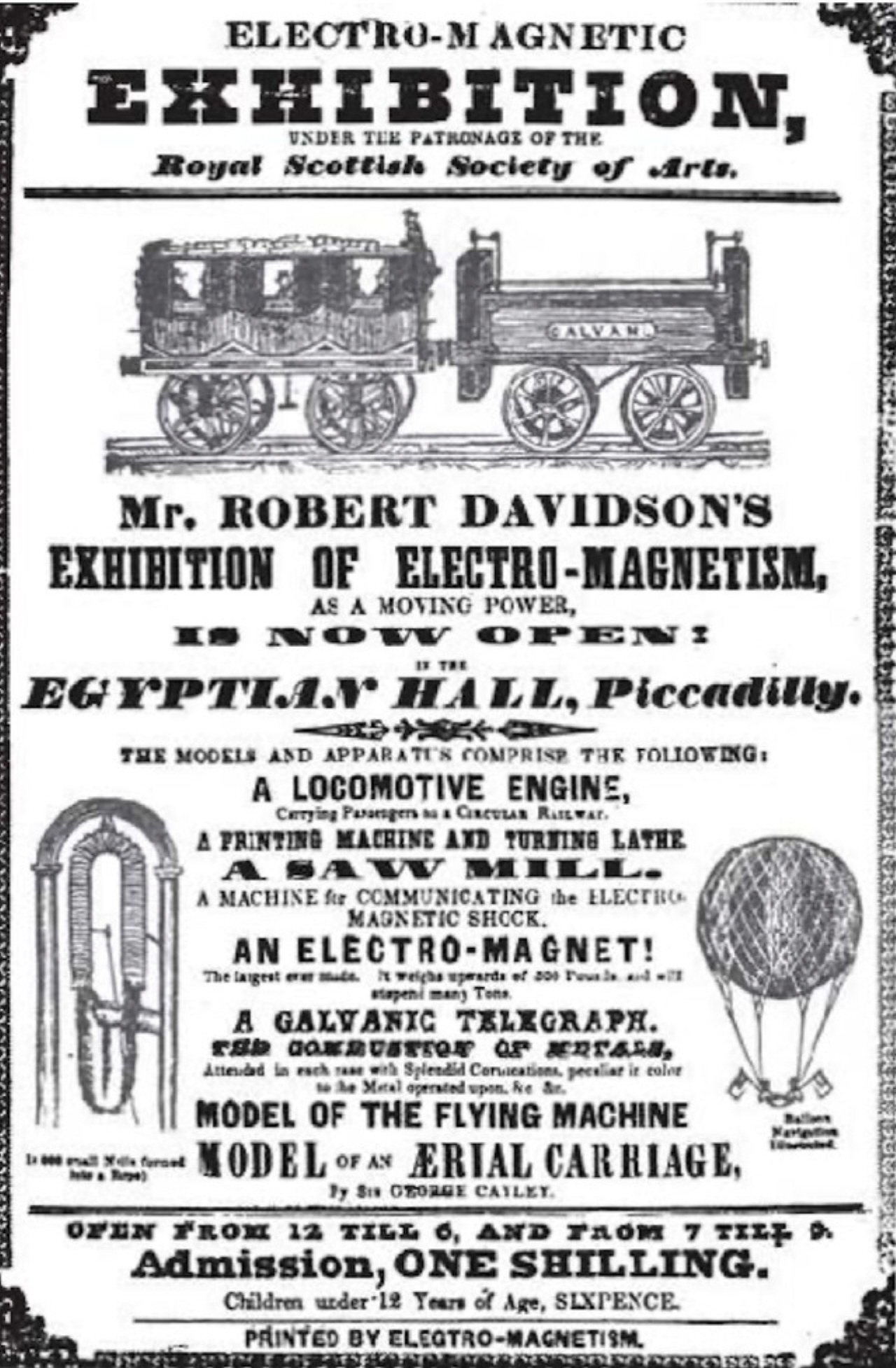
Plakat für Robert Davidsons Electro-Magnetic Exhibition in London im Dezember 1842

Im Dezember 1842 präsentierte Davidson die Galvani im Rahmen einer Ausstellung in der Egyptian Hall in London, bei der er mehrere seiner elektrischen und elektromagnetischen Vorrichtungen zeigte. Jedoch gelang es ihm nicht, Investoren für die Weiterentwicklung zu gewinnen, so dass er die Arbeit an dem Konzept einer batteriegetriebenen Elektrolokomotive nicht weiter verfolgte.